# John Coltrane

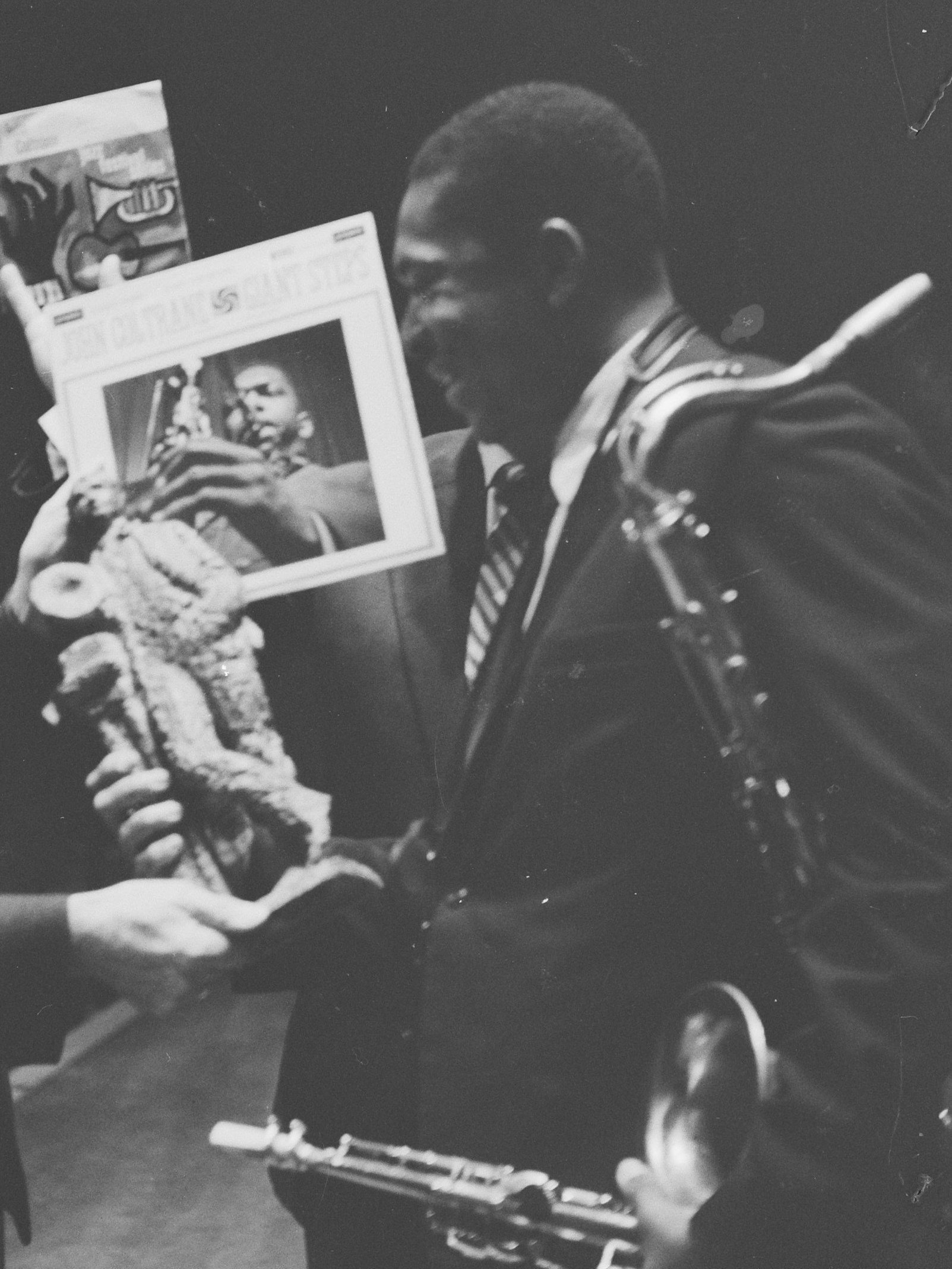
Coltrane (Concertgebouw, 1961)

John Coltrane (Hamlet (North Carolina), 23 september 1926 – New York, 17 juli 1967) was een Amerikaans jazzsaxofonist. Hij geldt als een van de grootste vernieuwers en vertolkers in de geschiedenis van het genre.

## Biografie

### Beginperiode
John William Coltrane, bijnaam Trane, wiens vader kleermaker en halftijds muzikant was, studeerde eerst klarinet en altsaxofoon. In 1943 verhuisde hij naar Philadelphia om verder te studeren aan de Ornstein School of Music en de Granoff Studios. In 1945 werd Coltrane opgeroepen om zijn dienstplicht te vervullen bij de marine. Daar werd zijn talent al snel erkend waardoor hij zijn dienstplicht verder mocht uitdienen als muzikant. Coltrane speelde bij de zeemacht in 1946 nog altsaxofoon, maar koos vanaf 1947 voor de tenor.
In zijn beginperiode, vlak na de Tweede Wereldoorlog, speelde Coltrane onder andere in de bands van Eddie 'Cleanhead' Vinson, Dizzy Gillespie en Johnny Hodges. Coltranes eerste opgenomen solo is te beluisteren op Dizzy Gillespies "We love to boogie" (1951).

### Miles Davis
Halverwege de jaren vijftig volgde Coltrane Sonny Rollins op als tenorist in het Miles Davis-kwintet, dat later met altist Cannonball Adderley tot sextet werd uitgebreid. In 1957, had Miles Davis zich genoodzaakt gezien om Coltrane tijdelijk te ontslaan wegens problemen met alcohol en drugsgebruik. Coltrane keerde echter bij Davis terug in januari 1958 en maakte nog deel uit van diens sextet tot april 1960. In 1959 nam dit sextet de beroemde plaat Kind of Blue op. De ritmesectie van de groep bestond toen uit pianist Bill Evans, bassist Paul Chambers en drummer Jimmy Cobb.
Na zijn ontslag bij Miles Davis en ontnuchtering speelde Coltrane eerst met pianist Thelonious Monk, bij wie hij een zeer snelle speelstijl ontwikkelde, die door criticus Ira Gitler Sheets of Sound werd gedoopt. Ook begon hij met het verkennen van de uithoeken van het harmonisch materiaal in de jazz: de elpee Giant Steps (1959) is het bekendste resultaat van deze zoektocht. Coltrane speelde samen met diverse jazzgrootheden van zijn tijd, van Duke Ellington tot Cecil Taylor. Hij oefende gemiddeld acht uur per dag.

### Eigen kwartet
In tien jaar tijd evolueerde Coltrane van zeer getalenteerd bebopsaxofonist tot het boegbeeld van de Amerikaanse avant-garde jazz. In 1960 formeerde hij zijn eigen kwartet met McCoy Tyner (piano), Jimmy Garrison (bas) en Elvin Jones (drums). In deze bezetting speelde Coltrane naast tenorsax ook sopraansax. Bekende plaatopnames uit die periode zijn onder andere My Favorite Things en Olé Coltrane (uitgebracht op Atlantic Records) en Africa/Brass, Impressions, Crescent en A Love Supreme (uitgebracht op het nieuwe Impulse! Records, een label dat zich in de loop van de jaren zestig dankzij Coltrane ontwikkelde tot een thuishaven voor de avant-garde).
In 1966 verlieten McCoy Tyner en Elvin Jones de groep. Johns vrouw Alice Coltrane (piano) en Rashied Ali (drums) namen hun plaats in. Het kwartet werd uitgebreid met Pharoah Sanders op tenorsax. In deze samenstelling maakte de groep experimentele muziek met een sterk religieuze inslag. Op het album Meditations zijn drummers Jones en Ali (en blazers Coltrane en Sanders) naast elkaar te horen.
Solo's van Coltrane tijdens liveconcerten konden zeer lang duren. Het record schijnt te staan op 2 uur en 56 minuten. Zijn speelstijl kan omschreven worden als intens en emotioneel.

### Huwelijk en gezin
Coltrane huwde in 1966 met jazzpianiste Alice McLeod. Zij had al een dochter uit een eerder huwelijk. Coltrane en McLeod kregen samen nog drie kinderen: drummer John jr. en saxofonisten Oran en Ravi Coltrane. Ravi (vernoemd naar zijn vriend Ravi Shankar) is net als zijn vader een succesvol jazzsaxofonist. John jr. kwam begin jaren tachtig om bij een auto-ongeluk.

### Overlijden en postume erkenning
Coltrane overleed in 1967 op 40-jarige leeftijd aan leverkanker.
In 1992 kreeg Coltrane postuum een Grammy Lifetime Achievement Award.

## Invloed
John Coltrane heeft grote invloed gehad op hele generaties tenorsaxofonisten en andere musici, zowel in de jazz als daarbuiten. Zo is het nummer Eight Miles High van The Byrds door hem geïnspireerd en werkt zijn spel door in de composities van Steve Reich.

## Religieus figuur

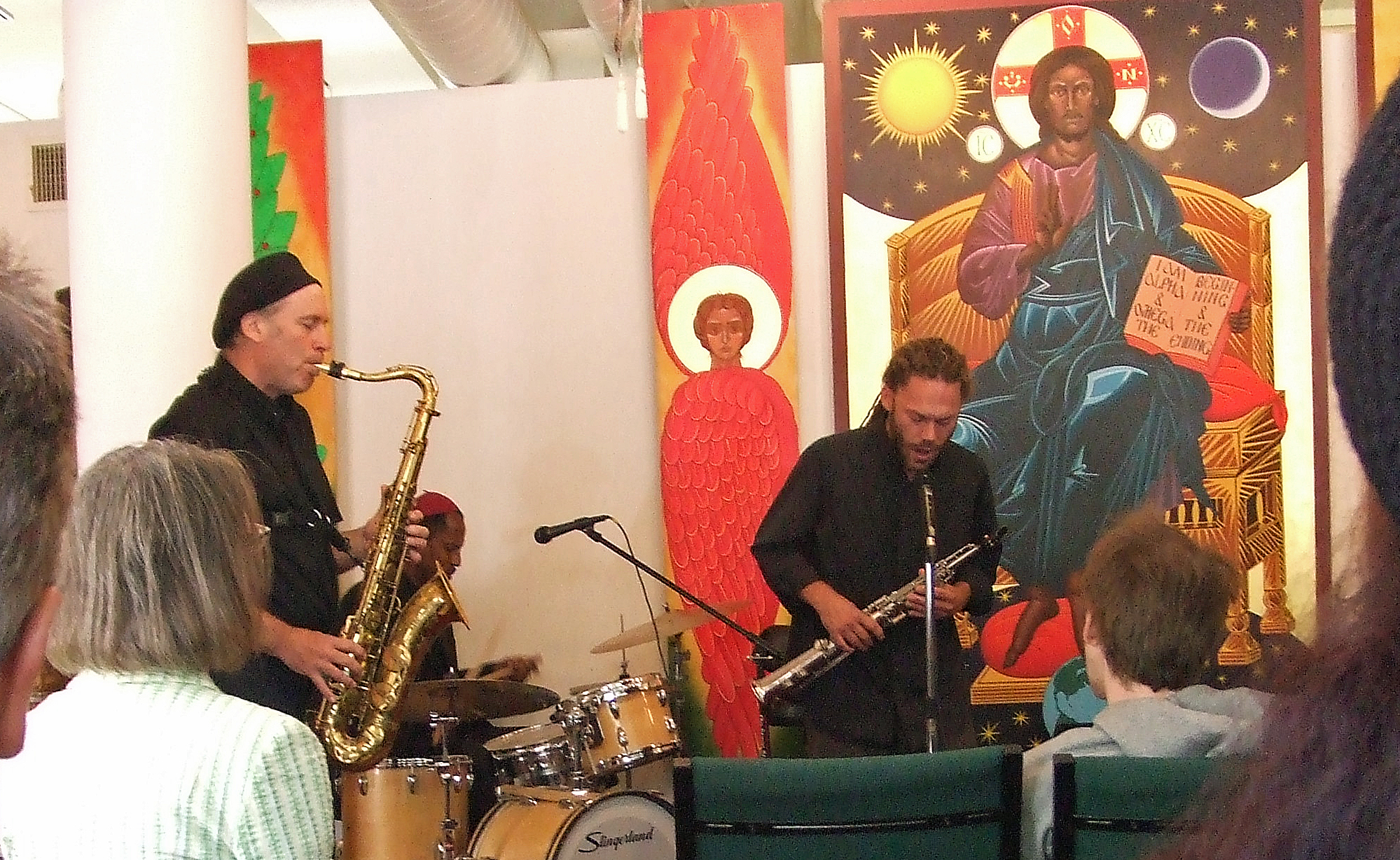
Coltrane-kerk, 2009

Na Coltranes overlijden in 1967 begonnen volgelingen van de Yardbird Temple (genoemd naar Charlie Parker) in San Francisco hem te vereren als geïncarneerde God. De groep sloot zich aan bij de Afrikaans-orthodoxe Kerk, opgericht in 1921, waarbinnen een goddelijke status van Coltrane niet meer paste. Coltrane werd in plaats daarvan heilig verklaard als Saint John William Coltrane. De daaruit voortkomende St. John Will-I-Am Coltrane African Orthodox Church, ook bekend als de 'Coltrane-kerk', staat als afgesplitste Afrikaans-orthodoxe kerk op zichzelf en is specifiek rond de heilige Coltrane gecreëerd. Coltranes muziek en teksten staan in hun liturgie centraal.

## Discografie
Hij heeft een groot aantal opnames op zijn naam staan. Albums met Coltrane als bandleider waren:
- 1956 - Two Tenors (Prestige)
- 1956 - Tenor Conclave (Original Jazz)
- 1956 - Mating Call (Prestige)
- 1956 - John Coltrane and the Jazz Giants (Fantasy)
- 1957 - Interplay for 2 Trumpets and 2 Tenors (Original Jazz)
- 1957 - John Coltrane with Kenny Burrell
- 1957 - Cattin' with Coltrane and Quinichette
- 1957 - Coltrane (Original Jazz)
- 1957 - Lush Life
- 1957 - The Last Trane
- 1957 - John Coltrane with the Red Garland Trio
- 1957 - Traneing In
- 1957 - Blue Train
- 1957 - The John Coltrane/Ray Draper Quintet
- 1957 - The Ultimate Blue Train
- 1957 - Once in a While
- 1958 - The Believer
- 1958 - Soultrane
- 1958 - Trane's Reign
- 1958 - Dial Africa
- 1958 - Gold Coast
- 1958 - Settin' the Pace
- 1958 - Man Made Miles
- 1959 - Giant Steps
- 1960 - The Avant-Garde
- 1960 - Coltrane Plays the Blues
- 1960 - Coltrane's Sound
- 1960 - My Favorite Things
- 1960 - Coltrane Jazz
- 1961 - Africa/Brass
- 1961 - Olé Coltrane
- 1961 - Impressions
- 1961 - Trancendence Summit
- 1961 - Live at the Village Vanguard
- 1961 - In Europe
- 1981 - The Complete Paris Concerts (Magnetic Records)
- 1962 - Coltrane
- 1962 - Ballads
- 1962 - Bye Bye Blackbird
- 1962 - Coltrane Live in Paris
- 1963 - John Coltrane and Johnny Hartman
- 1963 - To the Beat of a Different Drum
- 1963 - Dear Old Stockholm
- 1963 - Live at Birdland
- 1963 - Live at the Half Note
- 1964 - Crescent
- 1964 - A Love Supreme
- 1965 - The John Coltrane Quartet Plays
- 1965 - Transition
- 1965 - Kulu Se Mama
- 1965 - Infinity
- 1965 - Ascension
- 1965 - The Major Works of John Coltrane
- 1965 - Sun Ship
- 1965 - Om
- 1965 - Meditations
- 1965 - New Thing at Newport
- 1965 - Live in Seattle
- 1965 - A Love Supreme Live in Concert
- 1965 - Immortal Concerts: A Love Supremer
- 1966 - Live at the Village Vanguard Again!
- 1966 - Live in Japan
- 1967 - Expression
- 1967 - Stellar Regions
- 1967 - Interstellar Space
- 1967 - The Olatunji Concert: The Last Live Recording
- 2018 - Both Directions at Once: The Lost Album